# Racemo

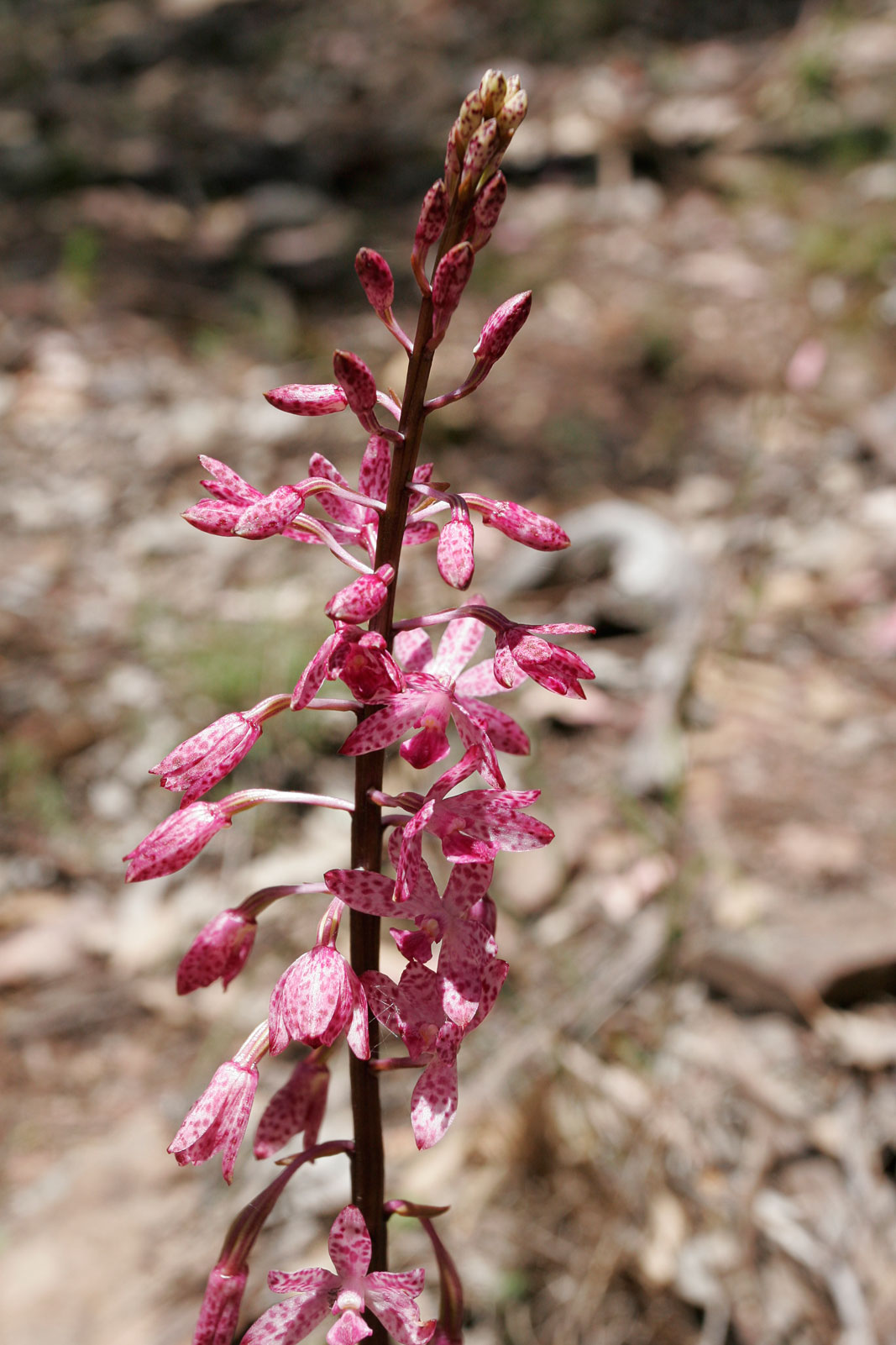
Inflorescência de uma orquídea, um racemo típico.

Racemo (também grafado racimo) ou cacho é um tipo de inflorescência em que os pedicelos das flores se inserem em diversos níveis no eixo comum, a chamada ráquis, atingindo diferentes alturas, e cujas flores se abrem sucessivamente na extremidade do ramo, conforme este vai crescendo, de maneira que as flores mais velhas vão ficando mais afastadas do ápice. Têm um crescimento indeterminado. Nalguns casos, quando o racemo é conspícuo, tal pode refletir-se no nome científico da planta, por exemplo a Cimicifuga racemosa.

## Etimologia
"Rácemo" é a forma latina, introduzida no português por via erudita, correspondente à forma do latim vulgar racimo (não *rácimo), já documentada no português medieval. Em qualquer caso, a única denominação comum no português atual para esse tipo de inflorescência é "cacho" (por exemplo, o cacho de uvas).